# Parco nazionale di Roztocze
Il parco nazionale di Roztocze (in polacco: Roztoczański Park Narodowy) è un parco nazionale della Polonia situato nella parte sud-orientale del paese, nel voivodato di Lublino. Protegge le zone di maggior importanza naturale della parte centrale del Roztocze. Copre attualmente una superficie di 84,83 km², 81,02 dei quali occupati da foresta; una superficie di 8,06 km² è stata dichiarata area protetta integrale. Il parco ha la sua sede a Zwierzyniec.

## Storia
La storia dell'area è strettamente correlata a quella della tenuta della famiglia Zamoyski, istituita nel 1589. La sede della tenuta si trovava a Zwierzyniec.
I primi tentativi di protezione della natura nella regione risalgono al 1934, quando venne creata la riserva di Bukowa Góra (oggi zona di protezione integrale). Nel 1938, per la prima volta in Polonia, fu emessa una legge che vietava la caccia agli uccelli nella tenuta della famiglia Zamoyski. Il parco venne istituito nell'area occupata dalle foreste demaniali dei distretti di Kosobudy e Zwierzyniec, che in passato erano appartenute alla famiglia Zamoyski.
L'area del parco e i terreni adiacenti hanno assistito a numerose battaglie durante la rivolta polacca di gennaio e in entrambe le guerre mondiali. Tragiche reminescenze di questi tempi si trovano nei cimiteri di Zwierzyniec e in altri luoghi.
Il parco nazionale di Roztocze è stato istituito nel 1974 e inizialmente copriva un'area di 48,01 km². La sede amministrativa si trova nella dimora dell'ex amministratore della tenuta degli Zamoyski a Zwierzyniec, oggi ristrutturata.

## Geografia
Il parco è situato nella pittoresca regione del Roztocze Środkowe nella valle del corso superiore del fiume Wieprz. Questa zona separa l'altopiano di Lublino (in polacco: Wyżyna Lubelska) dalla vallata di Sandomierz (in polacco: Kotlina Sandomierska). Le acque del fiume che attraversa il parco chiamato il Wieprz, hanno una purezza di seconda classe. Nel territorio del parco hanno origine due torrenti: lo Szum (2,5 km) e lo Świerszcz (7,5 km).
Il parco nazionale di Roztocze presenta formazioni arboree uniche. Vi sono più di 400 alberi secolari che sono stati dichiarati «monumento naturale», nonché alcuni tra i più alti abeti della Polonia (alcuni dei quali raggiungono i 50 metri). I turisti possono scegliere tra cinque sentieri da percorrere a piedi o un apposito sentiero ciclabile.

## Fauna
Tra i mammiferi che vivono nel parco vi sono cervi nobili, caprioli, cinghiali, volpi, lupi e tassi. Nel 1979 venne reintrodotto il castoro europeo, che oggi popola con diverse colonie la valle del Wieprz. Nel 1982 furono portati qui anche diversi esemplari di konik, il pony polacco.
Qui sono state censite circa 190 specie di uccelli, tra cui aquile, cicogne e picchi. I rettili sono rappresentati da lucertole, dal marasso e dalla biscia dal collare, nonché dalla tartaruga palustre europea, in pericolo di estinzione. Anche l'entomofauna è ben rappresentata, con più di 2000 specie.

## Galleria d'immagini

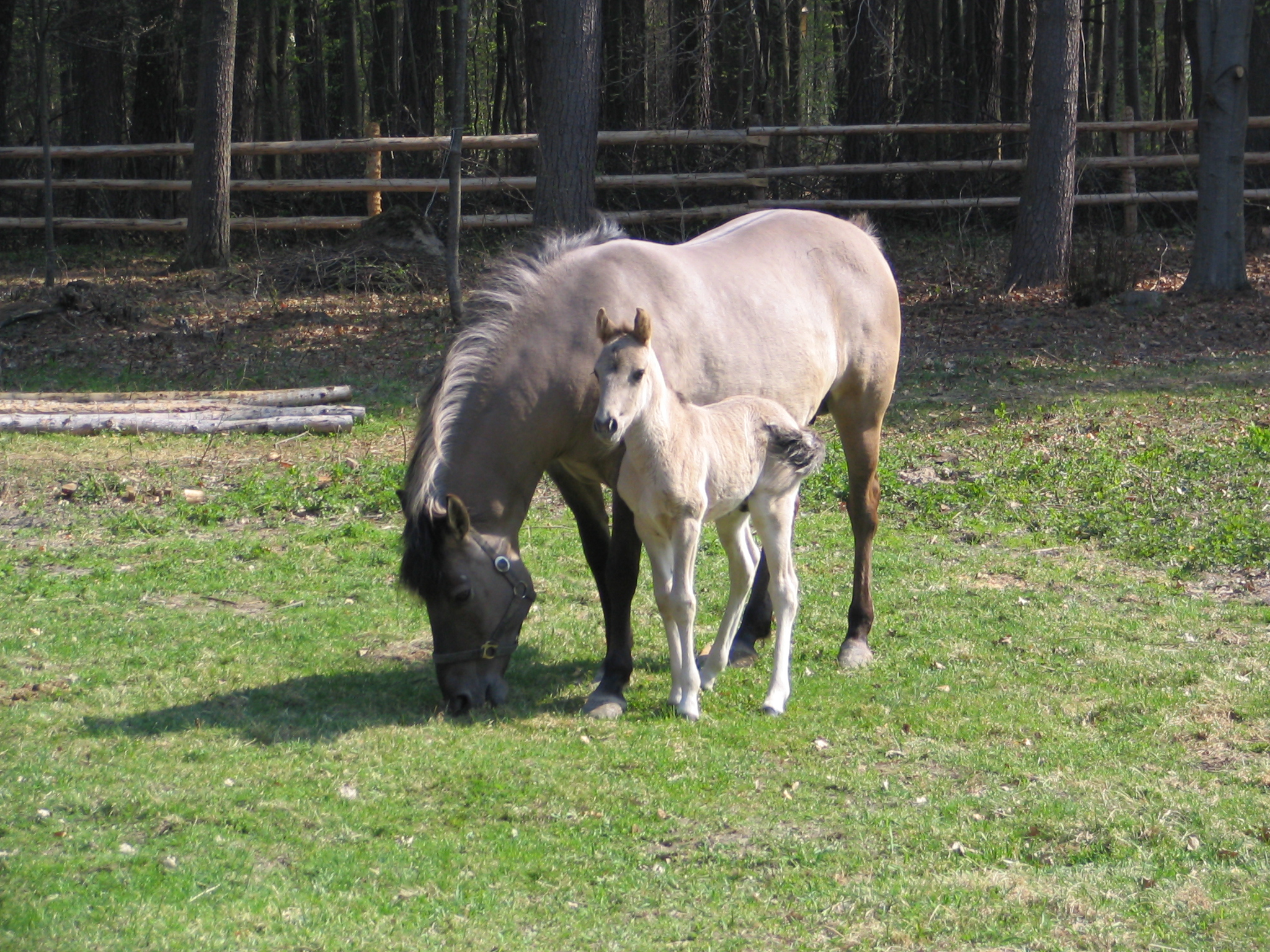
Konik nel parco
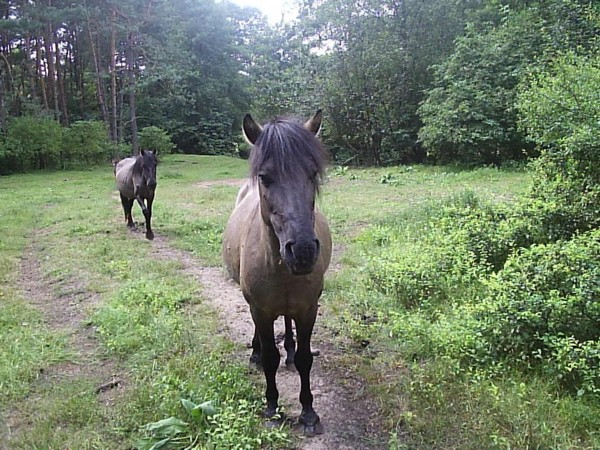
Altri konik.
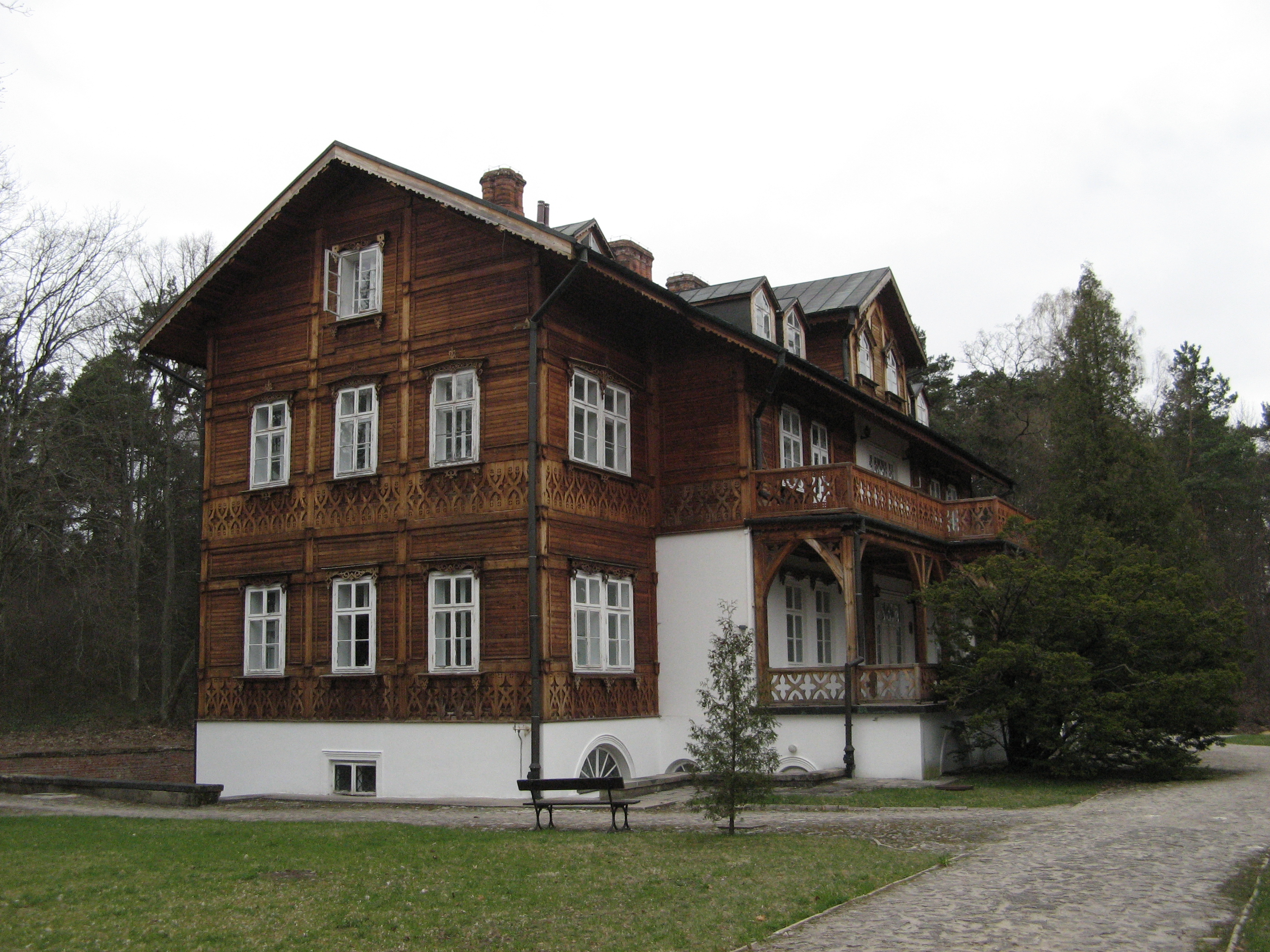
La sede del parco a Zwierzyniec
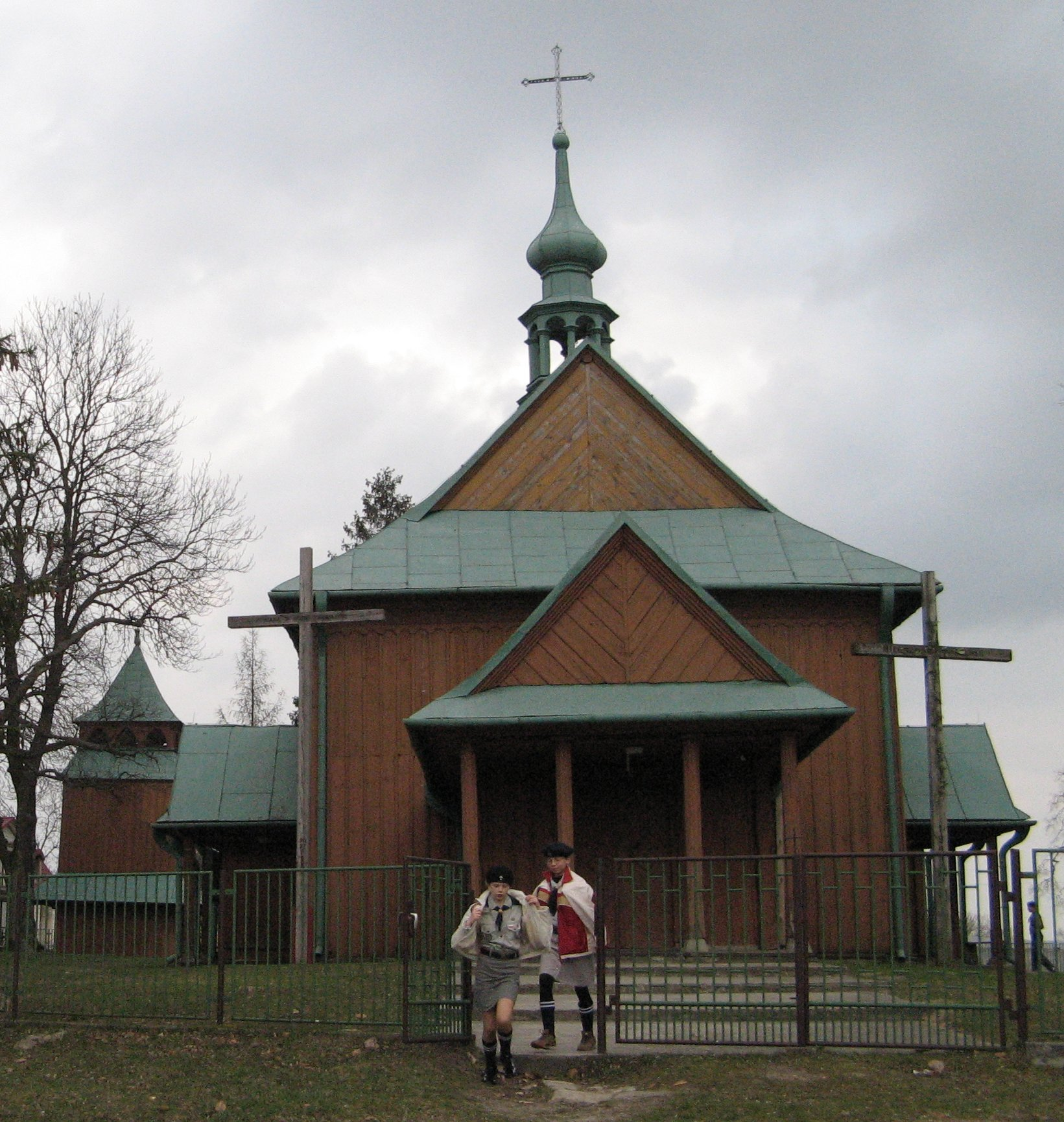
Ragazze scout davanti alla chiesa cattolica di Łosiniec